# Никольские Выселки (Липецкая область)
Никольские Выселки — село в Усманском районе Липецкой области России. Административный центр Студено-Высельского сельсовета.

## География
Село находится в юго-восточной части Липецкой области, в лесостепной зоне, в пределах Окско-Донской равнины, к востоку от Воронежского государственного биосферного заповедника, на расстоянии примерно 6 километров (по прямой) к юго-востоку от города Усмань, административного центра района. Абсолютная высота — 165 метров над уровнем моря. Через населённый пункт проходит автодорога 42К-043.
Климат
Климат умеренно континентальный с тёплым летом и умеренно холодной зимой. Абсолютный минимум температуры воздуха самого холодного месяца (января) составляет −39°С; абсолютный максимум самого тёплого (июля) — 38°С. Среднегодовое количество атмосферных осадков — 511 мм. Максимальное количество осадков выпадает в период с мая по октябрь.
Часовой пояс
Село Никольские Выселки, как и вся Липецкая область, находится в часовой зоне МСК (московское время). Смещение применяемого времени относительно UTC составляет +3:00.

## История
Село было основано в 1849 году переселенцами из Никольской слободы города Усмани.

## Население
| 2010 | 2011 |
| ---- | ---- |
| 357  | →357 |

Гендерный состав
По данным Всероссийской переписи населения 2010 года в гендерной структуре населения мужчины составляли 50,4 %, женщины — соответственно 49,6 %.
Национальный состав
Согласно результатам переписи 2002 года, в национальной структуре населения русские составляли 100 % из 404 чел..

## Инфраструктура
Функционируют офис фельдшерско-акушерский пункт, отделение связи, дом культуры, библиотека, опорный пункт полиции и магазин Райпо.

## Улицы
Уличная сеть села состоит из четырёх улиц